# Měsíc planetky

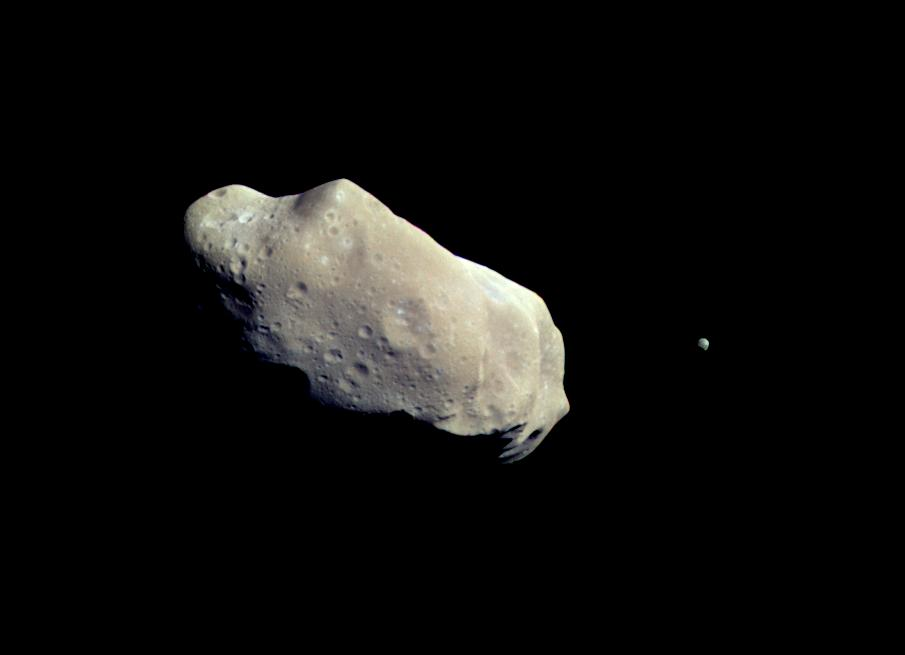
Planetka (243) Ida a její satelit Dactyl

Měsíc planetky (též nesprávně měsíc asteroidu nebo asteroidní měsíc) je planetka, která je přirozeným satelitem jiné planetky.
Mnoho planetek má své měsíce a v některých případech dokonce dosahují nezanedbatelných rozměrů. Objevy těchto měsíců (a dvojplanetek obecně) a určení jejich oběžných drah umožňuje odhadnout hmotnost a hustotu hlavního tělesa, a díky tomu následně zkoumat i jeho další fyzikální vlastnosti.

## Terminologie
Oběžnicím planetek se běžně říká satelit či měsíc a oběma tělesům společně pak binární planetka či dvojplanetka (případně trojplanetka, čtyřplanetka atd., pokud je satelitů více). Je-li jedno z těles znatelně větší, označuje se jako primární těleso a jeho průvodce jako sekundární. Někdy se termín dvojplanetka užívá spíše pro tělesa přibližně stejných rozměrů, zatímco užití termínu binární planetka je obecnější, bez ohledu na vzájemné rozměry těles.

## Počty měsíců planetek
K lednu 2022  bylo zaregistrováno 457 planetek, které měly aspoň jednoho dalšího souputníka.
Nepočítáme-li trpasličí planety Pluto a Haumea, pak k listopadu 2023 bylo zjištěno 14 planetek, které mají dva měsíce, a jedna – (130) Elektra – u které byly nalezeny tři měsíce.